# Джокер (группа)
«Джо́кер» — советская и российская рок-группа, основанная весной 1988 года в Москве.

## История
Первоначально «Джокер» был всего лишь идеей профессионального московского музыканта по имени Семён (Сеня)  Сон, который играл в основном на клавишных инструментах и сопровождал различных эстрадных звёзд, одновременно вынашивая идею создания собственной группы.

Так, датой основания «Джокера» стало 23 апреля 1988 года. В состав коллектива он пригласил бас-гитариста Андрея Жилина, гитаристов Игоря Жирнова и Сергея Володченко (оба игравших в шоу-группе «Зонтик»), вокалиста Павла Некрасова («Понтий Пилат») и барабанщика Леонида Хайкина. На клавишных стал играть сам основатель проекта — Сеня Сон. Таким образом, окончательный состав сформировался лишь к лету. После этого группа приступила к записи первого студийного альбома. Во время работы над ним Сеня Сон пригласил к сотрудничеству поэта Валерия Сауткина (ранее работавшего со «Скоморохами», «Круизом» и другими коллективами), который стал соавтором текстов всех восьми песен. С июля по сентябрь «Джокер» записывает и в октябре окончательно микширует свой дебютный альбом «Дама пик», изданный ВФГ «Мелодия» в феврале 1989 года. Вышедшая пластинка была неплохо оценена прессой, которая отмечала беззастенчивое подражание «Джокера» коммерческому нео-харду: прежде всего, «Def Leppard», а также «Bon Jovi», «Whitesnake», «Europe».
Сценический дебют группы состоялся двумя месяцами раньше, 16 декабря 1988 года на фестивале «Рок за демократию» в Москве, организованного газетой «Московский Комсомолец», и тоже был высоко оценён и слушателями, и музыкальными журналистами.
Весной 1989 года «Джокер» выступил на мини-фестивале «Амстердам — Москва» вместе с европейскими группами тяжёлого рока.
В конце лета — начале осени, коллектив посетил ряд рок-фестивалей, в том числе первый фестиваль «Монстры рока СССР» в Череповце, проведённого с 31 августа по 3 сентября на стадионе «Металлург». На одной сцене с «Джокером» выступали «Ария», «Примадонна», «Чёрный Кофе», «Мастер» и ряд других коллективов.
Осенью группа приступила к работе над вторым альбомом под рабочим названием «Мы будем вместе», но тут её поджидали первые трудности: коллектив покинул его создатель Сеня Сон. Вскоре оставшиеся участники приступили к подготовке нового материала, но в декабре вокалист Павел Некрасов уходит в группу «Валькирия». Место у микрофона занимает Борис Буров (экс-«Кинематограф», «Диалог», «Александр Невский»). С его участием группа выступила на втором фестивале «Монстры рока CCCP» (Москва, УДС «Крылья Советов»), но и он не задержался в группе надолго, покинув её в июне 1990 года.
Поскольку «Джокер» пребывал в состоянии полураспада, в начале 1991 года Игорь Жирнов трудоустраивается гитаристом и аранжировщиком на студию звукозаписывающей компании «Gala Records», где в разное время сотрудничал с самыми разными артистами и коллективами: от поп-музыки до рока. В начале 1992 года он стал гитаристом «Чёрного Обелиска», дал в его составе несколько концертов и сыграл на альбоме «Ещё один день». К тому времени из оригинального состава «Джокера» остались только Сергей Володченко, Леонид Хайкин и Андрей Жилин.
Довольно долгое время коллектив существовал без постоянного состава. Весной 1992 года к «Джокеру» присоединились участники группы «Коррозия Металла» вокалист Дмитрий Ремешевский и гитарист Сергей Высокосов, который сыграл на губной гармонике. Тем не менее, старых товарищей Игорь не бросил, и когда к весне 1992 года у «Джокера» полностью созрел новый материал для альбома, он принял участие в его записи, укрывшись на обложке под именем Егор Беглый. Второй студийный альбом, получивший название «На волю в пампасы», был издан в этом же году фирмой «Русский диск».
История группы обрывается в первой половине 1990-х годов. В связи с проблемами, связанными с поисками вокалиста, «Джокер» приостанавливает свою деятельность. Жирнов уходит в «Рондо» по приглашению Александра Иванова. Хайкин с апреля 1992 года и до осени 1994-го гастролирует, присоединившись к составу, аккомпанирующему певцу и композитору Игорю Саруханову, а летом 1995 года уходит в группу «Земляне», Володченко — в «Рондо». Жилин (он же Жимберт) вовсе пропадает из виду. Тем не менее, история «Джокера» этим не заканчивается.
В ноябре 1994 года «Джокер» решил возобновить свою деятельность. После первой и не очень удачной попытки исполнять оригинальный материал группа решила играть кавер-программу, в которую вошли рок-хиты 60-х и 70-х годов: «AC/DC», «Rolling Stones», «Led Zeppelin», «Deep Purple», «Creedence», Eric Clapton, «Nazareth» и т. д..
В 1997 году трое участников оригинального состава, Сергей Володченко, Игорь Жирнов и Леонид Хайкин, собрались в студии и записали альбом под названием «Joker 3». У микрофона снова появился Дмитрий Ремешевский, а партии бас-гитары сыграл Леонид Боголюбов. Официально данный альбом издан так и не был. Обнародован же был спустя несколько лет благодаря Игорю Жирнову.
С тех пор новостей от «Джокера» больше не поступало.

## После «Джокера»
Хайкин в начале 1997 года стал сессионным музыкантом студии «Союз». Затем работал с группами «Мегаполис», «А-Студио» и др.. Жирнов после роспуска «Рондо» в 2002 году работал студийным аранжировщиком и параллельно в сольном проекте Александра Иванова, Володченко там же. Основатель группы — Семён Сон — работает в области академической музыки.

Известно, что Дмитрий Ремешевский умер от язвы желудка 20 сентября 2010 года. Был кремирован и захоронен на Никольском кладбище.
Павел Некрасов умер от сердечного приступа 18 августа 2013 года. Похоронен на Богородском кладбище в Московской области.

## Дискография
- 1989 — «Дама пик» (LP);
- 1992 — «На волю в пампасы» (LP);
- 1997 — «Joker 3» (официально не издан).

## Состав в разные годы
- Семён Сон (Сеня Сон) — клавишные (1988—1989);
- Павел Некрасов — вокал (1988—1989);
- Игорь Жирнов (Егор Беглый) — гитара (1988—1992, 1997);
- Сергей Володченко — гитара (1988—1992, 1994—1995, 1997);
- Андрей Жилин (Андрей Жимберт) — бас-гитара (1988—1992);
- Леонид Хайкин — барабаны (1988—1992, 1994—1995, 1997);
- Борис Буров — вокал (1989—1990);
- Дмитрий Ремешевский — вокал (1992, 1997);
- Сергей Высокосов (Боров) — губная гармоника (1992);
- Леонид Боголюбов — бас-гитара (1997).